# 마산합포구의 행정 구역
마산합포구의 행정 구역은 11 행정동 4면으로 구성되어 있다. 마산합포구의 면적은 240.2km2이며, 인구는 2012년 7월1일을 기준으로 74,074 세대, 186,213명이다.

## 행정 구역
| 행정동     | 한자       | 면적   | 세대   | 인구    | 행정 구역 |
| ---------- | ---------- | ------ | ------ | ------- | --------- |
| 구산면     | 龜山面     | 43.64  | 2,413  | 5,405   |           |
| 진동면     | 鎭東面     | 32.30  | 4,205  | 10,920  |           |
| 진북면     | 鎭北面     | 46.57  | 1,843  | 4,780   |           |
| 진전면     | 鎭田面     | 78.58  | 2,130  | 4,629   |           |
| 현동       | 顯洞       | 19.51  | 918    | 2,192   |           |
| 가포동     | 架浦洞     | 4.47   | 724    | 1,634   |           |
| 월영동     | 月影洞     | 2.62   | 11,799 | 34,257  |           |
| 문화동     | 文化洞     | 1.71   | 5,686  | 13,613  |           |
| 반월중앙동 | 半月中央洞 | 1.03   | 6,767  | 18,512  |           |
| 완월동     | 琓月洞     | 2.73   | 4,465  | 12,019  |           |
| 자산동     | 玆山洞     | 1.16   | 5,295  | 14,264  |           |
| 교방동     | 校坊洞     | 2.74   | 8,819  | 19,834  |           |
| 오동동     | 午東洞     | 1.83   | 9,664  | 16,578  |           |
| 합포동     | 合浦洞     | 0.66   | 3,741  | 8,321   |           |
| 산호동     | 山湖洞     | 0.76   | 6,591  | 15,643  |           |
| 마산합포구 | 馬山合浦區 | 240.23 | 74,060 | 187,835 |           |

## 법정동

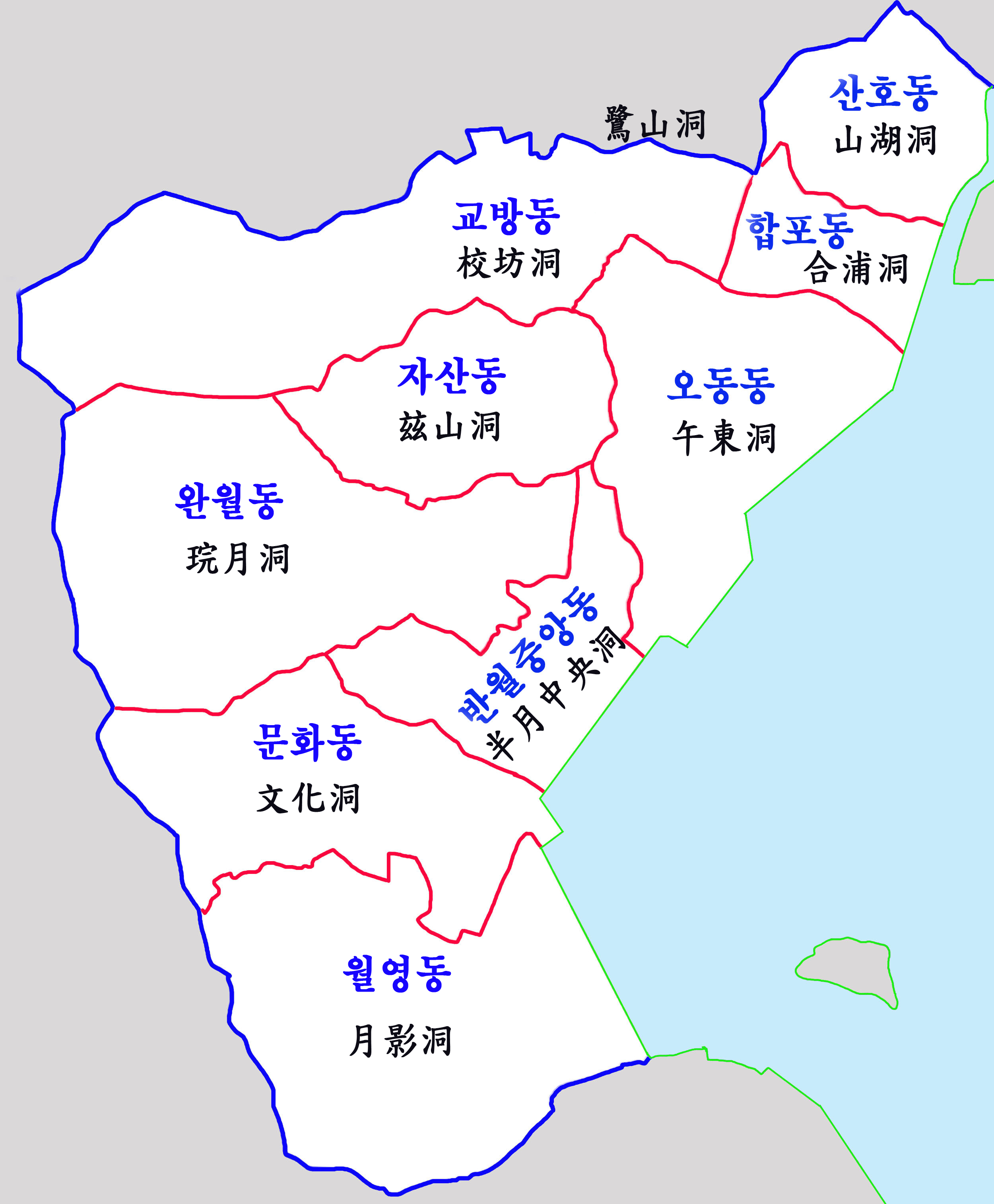
시내동

| 읍면동     | 법정동·리 |
| ---------- | --- |
| 구산면     | 구복리,난포리,내포리,마전리,반동리,석곡리,수정리 심리,옥계리,유산리                                                     |
| 진동면     | 고현리,교동리,다구리,동전리,사동리,신기리 요장리,인곡리,진동리,태봉리                                                   |
| 진북면     | 금산리,대티리,대평리,덕곡리,망곡리,부산리,부평리,신촌리 영학리,예곡리,이목리,인곡리,정현리,지산리,추곡리                |
| 진전면     | 고사리,곡안리,근곡리,금암리,동산리,봉곡리,봉암리,시락리 양촌리,여양리,오서리,율티리,이명리,일암리,임곡리,창포리,평암리  |
| 가포동     | 가포동 |
| 교방동     | 교방동, 교원동,상남동(일부)                                                                                             |
| 문화동     | 대외동, 대창동, 두월동,문화동, 신창동, 유록동, 월남동, 창포동1가, 창포동2가, 창포동3가 청계동, 평화동, 홍문동, 화영동   |
| 반월중앙동 | 대성동1가, 대성동2가, 신월동, 월포동, 장군동1가, 장군동2가, 장군동3가, 중앙동1가, 중앙동2가, 중앙동3가대성동2가, 신흥동 |
| 산호동     | 산호동(일부) |
| 오동동     | 오동동, 남성동, 동성동, 부림동, 서성동, 수성동, 신포동, 창동, 성호동, 추산동                                            |
| 완월동     | 완월동, 장군동4가, 장군동5가                                                                                            |
| 월영동     | 대내동,월영동, 해운동                                                                                                   |
| 자산동     | 자산동 |
| 합포동     | 상남동(일부),산호동(일부)                                                                                               |
| 현동       | 덕동동, 예곡동, 우산동, 현동                                                                                            |

## 역사
- 삼한시대: 가야골포
- 757년 신라시대: 합포현 설치
- 1282년 고려시대: 회원현 설치
- 1408년 조선시대: 창원부 설치
- 1899년 5월 1일: 개항
- 1914년 4월 1일: 마산부 설치
- 1949년 8월 15일: 마산시 개칭
- 1973년 1월 1일: 창원군 일부 편입
- 1980년 4월 1일: 창원시 분리
- 1989년 5월 10일: 합포·회원출장소 설치
- 1990년 7월 1일: 합포·회원구 설치
- 1995년 1월 1일: 통합 마산시 설치
- 2000년 12월 31일: 구청 폐지
- 2010년 7월 1일: 통합창원시 출범 및 마산합포구 개청
- 2020년 1월 2일: 노산동을 교방동에 합동